# Marie von Clausewitz

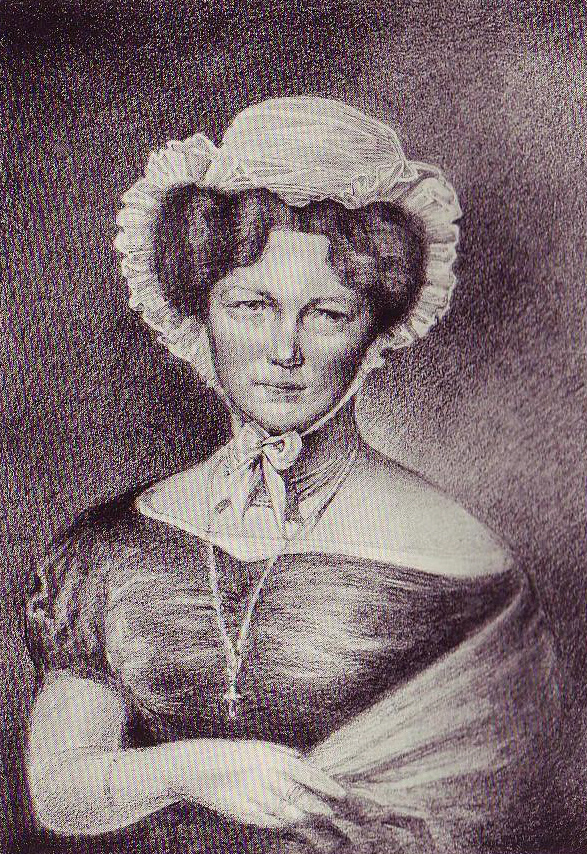
Marie von Clausewitz, geborene Gräfin von Brühl (1779–1836) nach einer zeitgenössischen Lithographie

Marie Sophie von Clausewitz (* 3. Juni 1779 als Gräfin Marie Sophie von Brühl in Warschau; † 28. Januar 1836) war die Ehefrau des preußischen Generals und Militärtheoretikers Carl von Clausewitz und die Herausgeberin seiner hinterlassenen Werke.

## Leben
Marie von Brühl wurde als Tochter des sächsischen Generals Carl Adolph Graf von Brühl und dessen Ehefrau Sophie, geborene Gomm, der bürgerlichen Tochter eines englischen Diplomaten zu St. Petersburg, am 3. Juni 1779 in Warschau geboren. Die wahrscheinlich protestantische Familie von Brühl zählte zu den bedeutendsten Adelsfamilien Sachsens. So war Maries Großvater Heinrich Graf von Brühl sächsischer Kanzler während des Siebenjährigen Krieges und einer der erbittertsten Gegner Friedrichs II. Ihr Vater wiederum war zunächst Hauslehrer und später nach dessen Thronbesteigung Oberhofmeister von Friedrich Wilhelm III. Infolgedessen wurde er 1786 nach Berlin berufen, wo die Brühls bald zum innersten Kreis des Berliner Hofes und der Gesellschaft um Königin Luise gehörten. Das Haus der Brühls wurde Treffpunkt wichtiger Persönlichkeiten aus Politik, Militär und Hofgesellschaft. Nach dem Tod des Vaters im Jahre 1802 verlor die Familie den größten Teil ihres Einkommens, nicht aber ihre Bedeutung. Seitdem musste sich Marie ihrer strengen Mutter unterordnen, während ihre jüngere Schwester Franziska diesem Diktat durch ihre Heirat mit Friedrich August Ludwig von der Marwitz (1777–1837) entkam.
Marie selbst war Hofdame der Königinmutter (Diese Stellung verlor sie 1805 nach dem Tod der Königinmutter). Im Dezember 1803 begegnete Marie bei einem Souper des Prinzen Louis Ferdinand im Berliner Schloss Bellevue ihrem zukünftigen Ehemann Carl von Clausewitz (1780–1831). Einer Beziehung der beiden standen von Anfang an gewisse Schwierigkeiten im Weg. Nicht nur war Marie ein Jahr älter als der einfache Leutnant, die Familie Brühl gehörte außerdem dem sächsischen Hochadel an, während Clausewitz seinen Adel nicht einmal nachweisen konnte. Erschwerend kam hinzu, dass Clausewitz durch die Napoleonischen Kriege oft unterwegs war und es deswegen zu mehreren langen Trennungsphasen kam. Trotz all dieser Hindernisse konnte im August 1810 die Verlobung gefeiert werden. Ihr folgte am 17. Dezember die Hochzeit. In den auf die Heirat folgenden Jahren bekleidete Marie die Stellung einer Oberhofmeisterin Ihrer Königlichen Hoheit der Prinzessin Wilhelm am Hofe. Während der 21 Jahre ihrer Ehe waren die beiden oftmals längere Zeit getrennt. Die während dieser Trennungsphasen entstandene und zum Großteil noch erhaltene Korrespondenz des Paares erlaubt uns heute einen wertvollen Einblick in das Privatleben, das Denken und das Handeln Clausewitz’.
Marie von Clausewitz selbst kommt vor allem aufgrund ihrer andauernden Unterstützung ihres Mannes bei seinem Lebenswerk eine unschätzbare Bedeutung zu. Ihre ständigen Ermunterungen haben wahrscheinlich viel zum Entstehen des Buches Vom Kriege beigetragen. Nach dem Tod ihres Mannes im November 1831 war sie außerdem die Herausgeberin (1832–1834) seiner hinterlassenen Werke – darunter das Hauptwerk Vom Kriege, für welches sie auch das Vorwort verfasste – und hatte die Stellung als Oberhofmeisterin der jungen Prinzeß Wilhelm von Preußen, nachmaligen Kaiserin Augusta, inne.
Am 28. Januar 1836 verstarb Marie von Clausewitz in Dresden an den Folgen eines Nervenfiebers. Ihr Cousin Carl Graf von Brühl ließ sie provisorisch auf dem Friedhof in Seifersdorf bei Radeberg beisetzen. Später wurde sie neben ihrem Ehemann auf dem Soldatenfriedhof am Stadtgraben in Breslau begraben. Im Jahr 1971 wurden die sterblichen Überreste mit denen ihres Mannes in den Ostfriedhof in Burg umgebettet. Die Inschrift auf ihrem Grabstein lautete: Amara Mors Amorem non separat (Der bittere Tod trennt nicht die Liebe).